# Frank Vaughn
Frank J. Vaughn (ur. 18 lutego 1902 w Saint Louis, zm. 9 lipca 1959 w Saint Louis) – amerykański piłkarz, reprezentant kraju, grający na pozycji obrońcy.

## Kariera klubowa
Vaughn urodził się w Saint Louis w stanie Missouri i spędził swoją karierę zawodową w Ben Millers w St. Louis Soccer League na przełomie lat 20. i 30. XX wieku.
W 1930 roku Vaughn został powołany do reprezentacji USA na Mistrzostwa Świata. Na turnieju pełnił rolę zawodnika rezerwowego, a same mistrzostwa zakończyły się dla USA i Vaughna zdobyciem brązowego medalu.
Chociaż nie grał w żadnym z meczów pucharowych, zagrał w kilku meczach pokazowych podczas tournée drużyny USA po Ameryce Południowej. Te mecze były przeciwko drużynom klubowym i regionalnym, a nie narodowym, więc nie liczą się jako oficjalne mecze. W rezultacie Vaughn nigdy nie zadebiutował w oficjalnym meczu reprezentacji.
Vaughn zmarł w swoim rodzinnym mieście Saint Louis. Został wprowadzony do St. Louis Soccer Hall of Fame w 1972 i National Soccer Hall of Fame w 1986.

## Sukcesy
Stany Zjednoczone
- Mistrzostwa Świata 1930: 3. miejsce